# Халяпина, Инна
И́нна Халя́пина (род. 1955, Киев) — немецкая русскоязычная писательница, радиожурналистка, звукоинженер.

## Биография
Инна Халяпина родилась в 1955 году в Киеве. Окончила Ленинградский институт киноинженеров. Работала звукоинженером на Киностудии имени А. Довженко.
В 1990-х годах иммигрировала в Германию.
Весной 2000 года приняла участие в работе недавно созданной эрфуртской редакционной группы FM-еженедельника Радио Акцент — первого русского радио федеральной земли Тюрингия, в 2005—2010 и 2012—2014 годах была её руководителем. Вела передачи: «Новости Тюрингии с Инной Халяпиной» (2007), «Литературно-музыкальная страничка» (2007), «Радиомосты Германия-Россия» (совместно с радиокомпанией «Русский мир») (2013).
В 2012 году дебютировала как прозаик. Публиковалась в журналах «Волга», «Крещатик», «Новый берег» и др.
Живёт в Эрфурте.

## Участие в творческих и общественных организациях
- Член Содружества русскоязычных литераторов Германии (СЛоГ) (с 2016)[1]